# 洛克米凯利克
洛克米凯利克（法語：Locmiquélic，法語發音：[lɔkmikelik]）是法国莫尔比昂省的一个市镇，属于洛里昂区。洛克米凯利克是洛里昂城市公共社区的一部分，位于洛里昂市区东南部。

## 地理
洛克米凯利克（47°43'31"N, 3°20'27"W）面积3.58 平方千米，位于法国布列塔尼大區莫尔比昂省，该省份为法国西北部沿海省份，位于布列塔尼半岛南部，北起阿摩尔滨海省、西接菲尼斯泰尔省，南濒大西洋，东南接大西洋卢瓦尔省，东临伊勒-维莱讷省。
与洛克米凯利克接壤的市镇（或旧市镇、城区）包括：凯维尼亚克、梅尔勒沃内、里扬泰克、路易港。

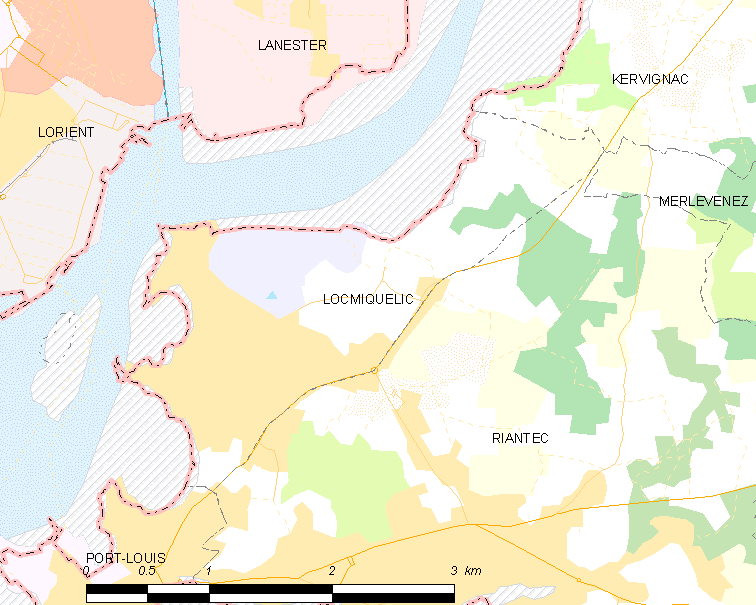
洛克米凯利克的OSM定位图

洛克米凯利克的时区为UTC+01:00、UTC+02:00（夏令时）。

## 行政
洛克米凯利克的邮政编码为56570，INSEE市镇编码为56118。

## 政治
洛克米凯利克所属的省级选区为埃讷邦县。

## 人口

1962-2008年间洛克米凯利克人口变化图示

洛克米凯利克于2022年1月1日时的人口数量为4094人。